# Джардино, Гаэтано
Гаэтано Этторе Стефано Джардино (итал. Gaetano Ettore Stefano Giardino; 24 января 1864, Монтеманьо — 21 ноября 1935, Турин) — итальянский маршал (1926 год).

## Биография
Родился 24 января 1864 года в Монтеманьо, сын Карло Джардино и Олимпии Гарроне. Начал армейскую службу в семнадцать лет, 4 сентября 1882 года в звании младшего лейтенанта получил назначение в 8-й полк берсальеров, 11 октября 1885 года произведён в лейтенанты. В 1890 году прибыл для продолжения службы в колонию Эритрея, в 1893 году разработал курс подготовки и тактические рекомендации для местного племенного ополчения. Принял участие в войне с Эфиопией. Самой значительной операцией этого периода в военной биографии Джардино стала битва за Кассалу 17 июля 1894 года, за которую был награждён серебряной медалью «За воинскую доблесть», а 19 сентября 1894 года повышен в звании до капитана.
В 1911 году в звании подполковника занял должность заместителя начальника штаба итальянского оккупационного корпуса в Триполитании и участвовал в войне с Турцией за Ливию. С началом Первой мировой войны назначен начальником штаба IV корпуса, затем — II и V армии. В августе 1916 года получил звание генерал-майора и принял 48-ю дивизию, которой командовал в шестой битве при Изонцо. В июне 1917 года произведён в генерал-лейтенанта, командовал I, а позднее XXV корпусом, затем назначен военным министром. В ходе крайне неудачной для Италии битвы при Капоретто в ноябре 1917 года назначен заместителем начальника Генерального штаба Армандо Диаса, в феврале 1918 года включён в состав Военного консультативного межсоюзнического комитета в Версале, в апреле того же года, вернувшись на итальянский фронт, принял командование над 4-й армией (получившей прозвище «армия горы Граппа») в битвах при Пьяве и при Витторио Венето. После войны награждён Большим крестом Военного ордена Савойи, а в 1919 году произведён в генерала армии. В сентябре 1923 года назначен военным губернатором свободного города Фиуме, в январе 1930 года награждён Орденом Пресвятой Девы Марии.
21 июня 1917 года назначен сенатором Италии, 3 июля 1917 года принёс присягу и вступил в должность.
В период марша на Рим в 1922 году командовал армией «Флоренция», в чьей зоне ответственности находилась столица Италии, но не вмешался в события. В 1924—1925 годах своими выступлениями в Сенате и в Военном совете Италии оказывал сопротивление усилиям военного министра Антонио Ди Джорджо, направленным на утверждение нового армейского устава, а также на официальное учреждение фашистской Добровольной милиции национальной безопасности (итал. Milizia Volontaria per la Sicurezza Nazionale). 1 марта 1926 года был утверждён устав, не учитывающий предложения Ди Джорджо, 17 июня 1926 года Джардино получил звание маршала Италии, но к этому времени уже утратил реальное политическое влияние. В 1927 году вышел в отставку и осел в Турине, где умер 21 ноября 1935 года.
Похоронен в центре воинского пантеона на горе Граппа, где покоятся останки более 12 тыс. итальянцев и более 10 тыс. военнослужащих Австро-Венгрии, павших в боях 1918 года.

## Увековечение памяти

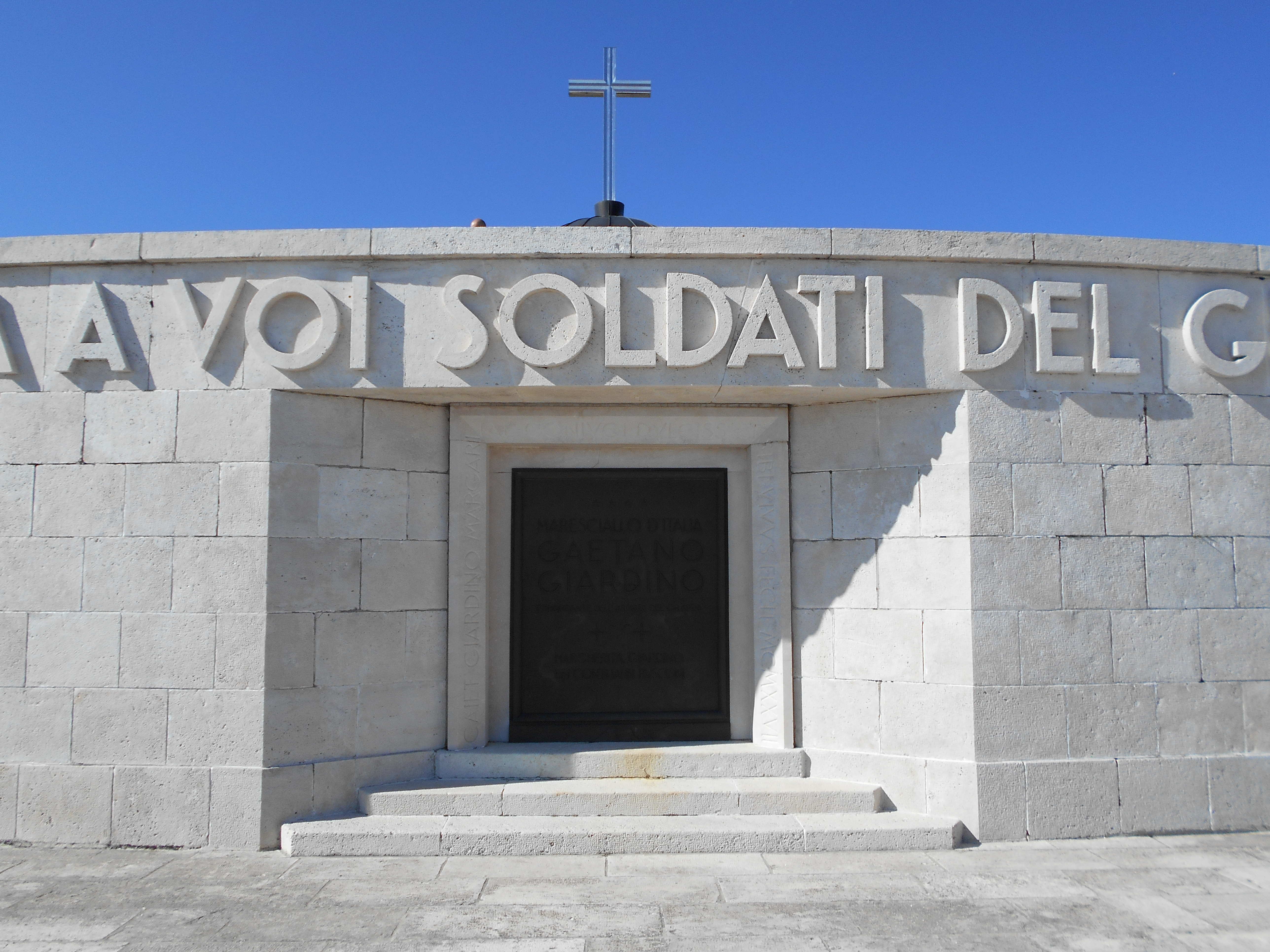
Могильная плита Гаэтано Джардино в воинском пантеоне[итал.] на горе Граппа (1935 год).
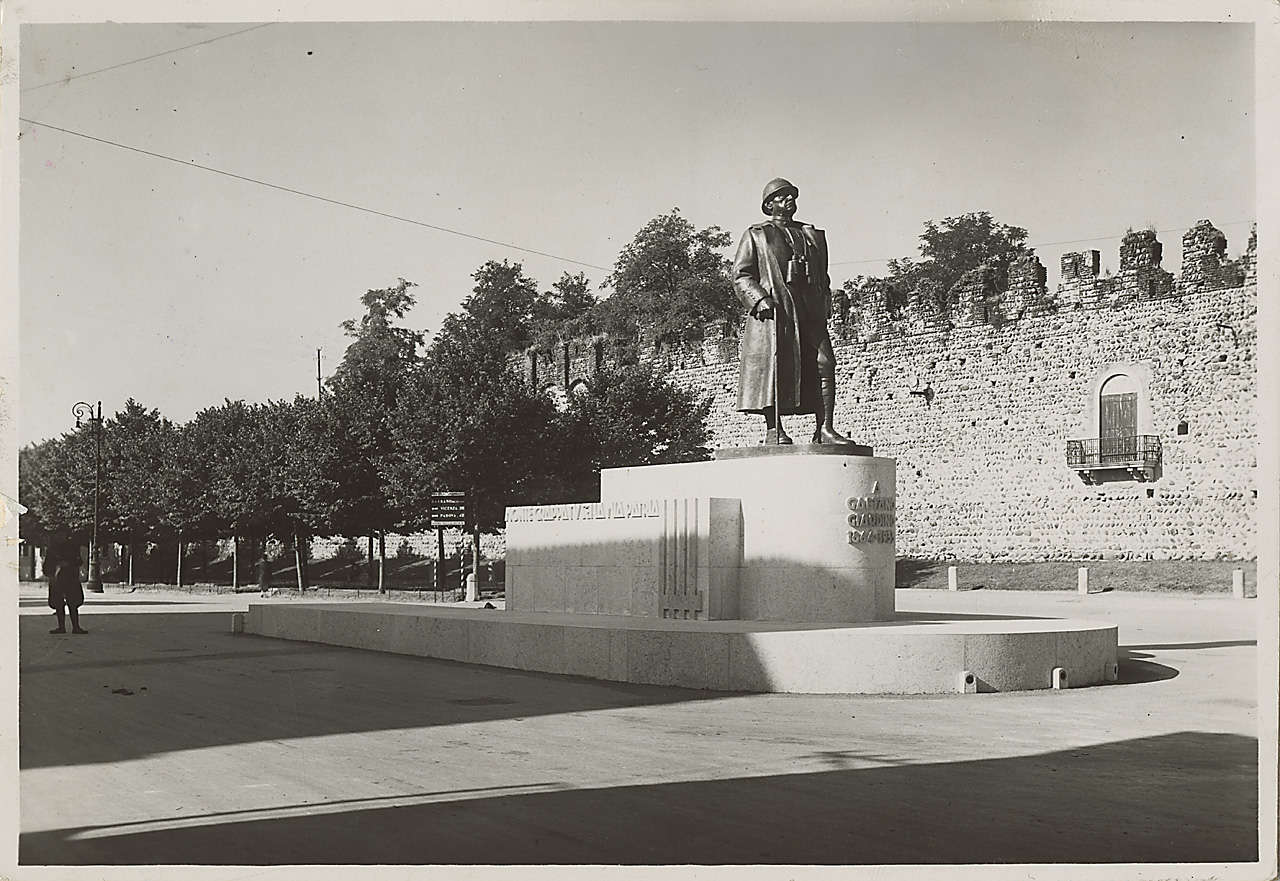
Памятник Гаэтано Джардино в Бассано-дель-Граппа.
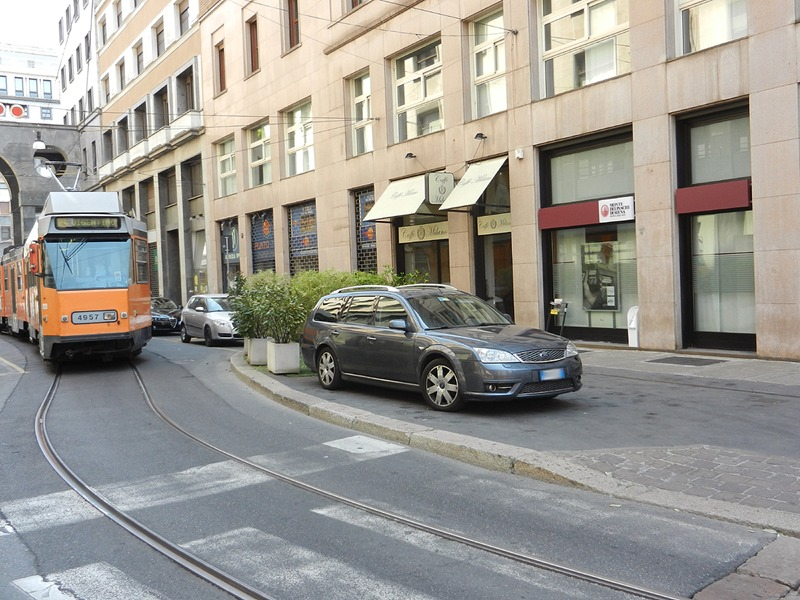
Виа Гаэтано Джардино в Милане.